# Фрейзер Тауншип (округ Аллегені, Пенсільванія)
Фрейзер Тауншип (англ. Frazer Township) — селище (англ. township) в США, в окрузі Аллегені штату Пенсільванія. Населення — 1161 особа (2020).

## Демографія
Згідно з переписом 2010 року, у селищі мешкало 1157 осіб у 499 домогосподарствах у складі 322 родин. Було 540 помешкань
Расовий склад населення:
| - 97,6 % — білих - 0,5 % — азіатів - 0,1 % — чорних або афроамериканців |

До двох чи більше рас належало 1,6 %. Частка іспаномовних становила 0,3 % від усіх жителів.
За віковим діапазоном населення розподілялося таким чином: 18,2 % — особи молодші 18 років, 61,9 % — особи у віці 18—64 років, 19,9 % — особи у віці 65 років та старші. Медіана віку мешканця становила 48,7 року. На 100 осіб жіночої статі у селищі припадало 99,5 чоловіків;  на 100 жінок у віці від 18 років та старших — 101,3 чоловіків також старших 18 років.
Середній дохід на одне домашнє господарство  становив 65 105 доларів США (медіана — 51 125), а середній дохід на одну сім'ю — 79 455 доларів (медіана — 65 000). За межею бідності перебувало 10,3 % осіб, у тому числі 24,4 % дітей у віці до 18 років та 3,9 % осіб у віці 65 років та старших.
Цивільне працевлаштоване населення становило 548 осіб. Основні галузі зайнятості: освіта, охорона здоров'я та соціальна допомога — 18,8 %, виробництво — 17,0 %, роздрібна торгівля — 15,9 %.